# パソコンラック

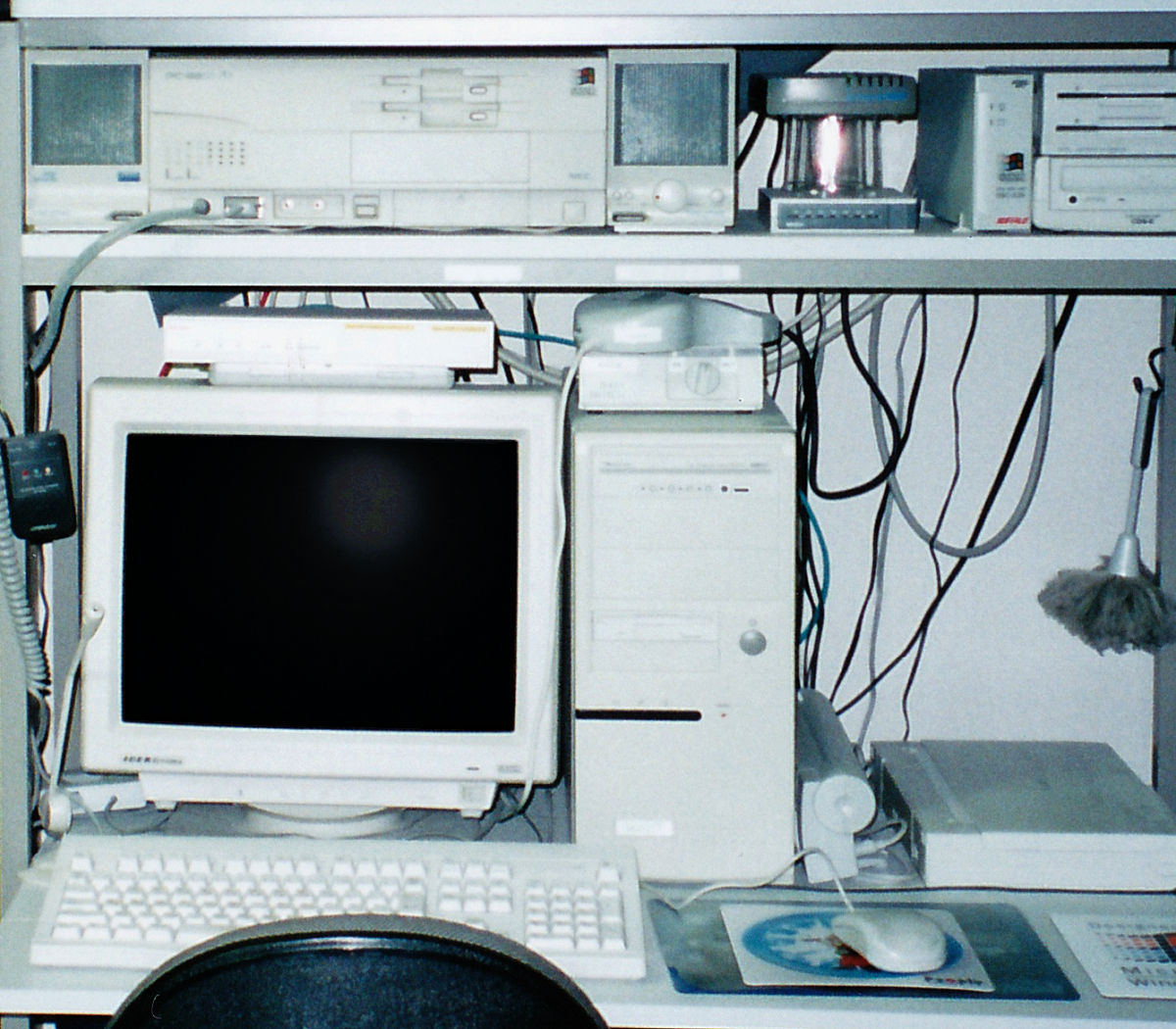
パソコンラックに収納されたデスクトップパソコン（1996年）

パソコンラックは、主にパーソナルコンピュータを収納するために、作製された家具一般を指す。
1980年代、パソコンブームによって電気メーカー各社より8ビットパソコンが発売されそれらパーソナルコンピュータ、プリンタ、モニター等の周辺機器を収めるために考案された。
主にスチール角パイプと合板によって製作され、机というよりもキッチンにおける収納棚を改変したものと考えるのが妥当である。基本的にユーザー自身が組み立てる方式を採用し主な装備としてプリンタを置くことができる上部天板にキーボードを収納できるレール稼動の天板を装備し使用しないときにはコンパクトに収納できた。
パソコンが一般家庭において認知されていない当時においては各種のアイテムが収められるこのような製品は非常に有効であり主な生産国は台湾であり安価なことから広く一般に普及した。

## 分類
大きく分類すると以下になる。
縦型タイプ
パソコンラック発売当初より存在する上部天板にプリンタ、メイン天板にディスプレイとパソコンというように、すべてのデバイスを縦に配置することから縦型ラックとされている。非常に省スペースにすべての機材を収納できるが、モニター画面とユーザーの距離は大変近く、長時間の使用は忍耐が要求される。横方向のサイズは概ね550–600ミリメートルで、当時の8ビットおよび16ビットマシンに使用するには十分でありカラーリングもオフィス色の強いアイボリーが多く使われた。
その後Microsoft Windowsが発売されウィンドウズによるパソコンブームが花を開くと横方向を900–1200ミリメートルと広げ居住性をアップしたタイプも販売される。このころになるとパソコン操作はキーボードではなく、マウスが使用されるようになったのでマウステーブルを装備するタイプが主流となった。
合板材質も当初はカラーボックスなどで使用されるチップボードであったがパソコンとモニターの大型化による重量増加から、より耐加重性の高い中密度繊維板 (MDF) が使用されるようになった。MDFを使用することにより真空吸着によるポリ塩化ビニル (PVC) シートが使用可能となり木目、石目などデザイン性も向上した。
座タイプ
縦型ラックから派生したタイプで縦型ラックの足を短くし和室での使用を想定したタイプ、ウィンドウズパソコンの普及により中高年にパソコンが普及したため、需要が伸び、カラーリングも和室をイメージしたブラウンや木目のタイプが多く普及した。この頃からOAタップを搭載したタイプも登場する。
平机タイプ
1995年以降ウィンドウズパソコンが普及したことにより、一部のユーザーの趣味であったパソコンも一般の趣味として認知され始めた。このことによりインテリアの一部としての収納が求められた。サイズは100–1600ミリメートルと大きくなり、奥行きも増大しラックというよりもデスクといえる。主な装備は標準的なキーボード収納天板の他、ウィンドウズ発売以降パソコン筐体がデスクトップパソコンからタワー型に変化が見られ、下部にタワー型パソコン本体を収納できる機能が追加された。タワー型パソコンは高性能の証であり趣味性も高かったためパソコンに投資するユーザーの選択肢としては平机タイプは当然であった。
卓上タイプ
2000年以降パソコンの主流がノートパソコンに移ったことにより発売されたタイプ、縦型タイプの上部を切り取ったスタイルで見方によっては卓上の本棚といえないこともなかった。キーボード収納天板は廃止されノートパソコン収納部が大きくレール稼動し全体を手前に引き寄せることで操作性が向上した。OAタップを搭載しノートパソコンに電源を供給することができた。